# کوه چیکوما
کوه چیکوما (به انگلیسی: Chicoma Mountain) یک کوه در ایالات متحده آمریکا است که در نیومکزیکو واقع شده‌است.
 کوه چیکوما   ۳٬۵۲۳٫۸۴ متر بالاتر از سطح دریا واقع شده‌است.